# Pedro Vanneste
Pedro Vanneste (Kortrijk, 7 december 1969) is een Belgisch voormalig badmintonner. 

## Levensloop
In 1992 was Vanneste de eerste Belgische badmintonner die deelnam aan de Olympische Spelen. Aldaar werd hij in de eerste ronde uitgeschakeld door de Singaporees Abdel Hamid Khan. Voor de Spelen van 1996 moest hij verstek geven wegens een operatie naar aanleiding van een blindedarmontsteking. Vanneste was aangesloten bij badmintonclub Lebad te Heule en het Nederlandse Chip-Market/BCN.
In 1995 won hij zilver op Wimbledon International. In de finale moest hij evenwel de duimen leggen voor de Engelsman Peter Knowles. Daarnaast behaalde hij tweemaal de eindzege in de Slovenian International, alwaar hij in de finale respectievelijk de Oekraïner Denis Peshehonov (1996) en de Bulgaar Boris Kessov (1997) versloeg. In 1998 was hij er eveneens finalist, maar bleek de Sloveen Andrej Pohar te sterk. Ook op de Czech International van 1996 bereikte hij de finale. Aldaar nam de Zweed Daniel Eriksson de eindzege mee naar huis. 
Daarnaast werd Vanneste zevenmaal Belgisch kampioen in het enkelspel (1992-1998), tweemaal in het dubbelspel (in 1995 met Stefaan De Rijcke en in 1997 met Alain De Leeuw) en viermaal in het gemengd dubbelspel (in 1992 met Annemie Buyse, in 1993 en 1994 met Heidi Vranken en in 1996 met Mallory Gosset).
Nadat hij een lange periode in Frankrijk verbleef keerde hij in 2009 terug naar België.